# Aleksandar Đorđević
Aleksandar Đorđević, nella traslitterazione anglosassone Djordjevic (in serbo Александар Ђорђевић?; Belgrado, 26 agosto 1967), è un ex cestista e allenatore di pallacanestro serbo, fino al 2003 jugoslavo.

## Carriera

### Giocatore

Đorđević (al centro) festeggia con la Philips Milano la vittoria nella Coppa Korać 1992-1993

Figlio di Bratislav, un allenatore di fama continentale, Aleksandar cresce nelle giovanili del Partizan Belgrado, con cui vince una Coppa Korać, tre titoli nazionali e un'Eurolega, vinta proprio grazie ad una sua tripla allo scadere nella finale contro lo Joventut Badalona. Questa esperienza al Partizan è stata inframezzata da una breve apparizione nei Boston Celtics, senza peraltro nessuna presenza.
Nel 1992 è all'Olimpia Milano, dove vince un'altra Korać da grande trascinatore. Rimarrà a Milano fino al 1994, anno in cui passa alla Fortitudo Bologna, guidata allora da Sergio Scariolo, per 2 campionati disputati ad altissimi livelli.
Segue nel 1996 l'esordio nell'NBA, con 8 partite nei Portland Trail Blazers, ma negli USA Djordjevic non convince e si trasferisce quindi in Spagna, dove gioca dapprima a Barcellona, vincendo due campionati e una Coppa Korać, poi al Real Madrid, dove vince uno scudetto (2000).
Nel 2003 torna in Italia accasandosi alla Scavolini Pesaro. Con la squadra raggiunge la finale di Coppa Italia contro la Benetton Treviso che vede quest'ultima vincitrice, chiude in quarta posizione la classifica regolare, utile per la qualificazione all'Eurolega, e arriva alle semifinali dei play-off, dove verrà sconfitto dalla Montepaschi Siena, poi campionessa.
A metà della stagione successiva torna all'Olimpia Milano, con la quale il 16 giugno 2005 perde lo scudetto in finale contro la Fortitudo Bologna, con un tiro all'ultimo decimo di secondo del fortitudino Rubén Douglas, passato alla storia, poiché gli arbitri hanno convalidato il tiro scoccato nel finale grazie all'instant replay, introdotto proprio nel corrente anno dalla Lega Basket. Poco dopo annuncia il suo ritiro.
Con la nazionale della Jugoslavia e poi della Serbia e Montenegro ha vinto tre Europei, un Mondiale e un argento alla XXVI Olimpiade.

### Allenatore

#### Club
Nel gennaio 2006, intraprende la carriera di allenatore: pur senza essere in possesso del patentino, viene chiamato dall'Olimpia Milano per prendere il posto di Lino Lardo, esonerato. Alla prima partita da coach esordisce strapazzando i campioni d'Europa in carica del Maccabi Tel Aviv con un vantaggio di 23 punti alla sirena finale. Ha ottenuto un 7º posto finale e accedendo ai play-off, ma uscendo dagli stessi ai quarti di finale in gara-5 contro la Benetton Treviso.
Nella successiva stagione 2006-07 porta Milano al terzo posto nella regular season con eliminazione in semifinale dei play-off, come in semifinale termina la partecipazione alla Coppa Italia.
Il 2 luglio 2011 viene nominato allenatore della Benetton nell'ultima stagione della società nei campionati maggiori.
A giugno 2015 viene nominato allenatore del Panathinaikos da dove poi viene esonerato nel maggio successivo a seguito dell'eliminazione in Eurolega.
Nell'estate 2016 diventa allenatore del Bayern di Monaco.
L'11 marzo 2019 torna ad allenare in Italia subentrando a Pino Sacripanti come coach della Virtus Bologna. Nella prima partita disputata sotto la guida del coach serbo, la squadra bolognese ha surclassato Le Mans per 81-58 negli ottavi di Champions League.
Il 5 maggio 2019 conquista la Champions League battendo in semifinale il Bamberg per 67-50 e in finale l’Iberostar Tenerife per 73-61.
Dopo quattro sconfitte consecutive in casa nel campionato italiano 2020-21 e il mancato esordio di Marco Belinelli contro la Dinamo Sassari viene esonerato dalla Virtus il 7 dicembre 2020, per poi essere reintegrato alla guida della squadra il giorno successivo. Al termine della stagione 2020-21 guida la Virtus alla conquista del sedicesimo scudetto ottenuto con il punteggio di 4-0 nei play-off ai danni dell'Olimpia Milano.
Il 31 luglio 2021 firma per il Fenerbahçe.

#### Nazionale
Dal novembre 2013 diventa allenatore della Nazionale serba con cui partecipa ai Mondiali 2014, portando la squadra a meritarsi il 2º posto e la medaglia d'argento contro gli Stati Uniti nella finale, giocata il 14 settembre 2014. Ai successivi Europei del 2015 perde la finale per il terzo posto battuto dalla Francia.
Guida la nazionale ai XXXI Olimpiade nel 2016 dove conquista la medaglia d'argento sconfitto in finale dagli USA.
Successivamente la squadra perde anche gli Europei 2017 in finale contro la Slovenia.
Ai Mondiali 2019 la Serbia arriva come la favorita del torneo dopo gli Stati Uniti; tuttavia la squadra viene sorprendentemente eliminata ai quarti di finale dall'Argentina. La squadra termine con un deludente 5º posto e lui rassegna le sue dimissioni al termine della competizione.
Nel novembre 2022 viene nominato capo allenatore della nazionale cinese alla cui guida partecipa al Campionato mondiale 2023.

## Palmarès

### Giocatore

#### Club

##### Competizioni nazionali
- YUBA liga: 2

Partizan Belgrado: 1986-87, 1991-92
- Coppa di Jugoslavia: 2

Partizan Belgrado: 1989, 1992
- Campionato spagnolo: 3

FC Barcelona: 1996-97, 1998-99
Real Madrid: 1999-2000

##### Competizioni internazionali
- Coppa dei Campioni: 1

Partizan Belgrado: 1991-92
- Coppa Korać: 3

Partizan Belgrado: 1988-89
Olimpia Milano: 1992-93
FC Barcelona: 1998-99

#### Nazionale
- Bronzo FIBA EuroBasket

Grecia 1987
- Oro FIBA EuroBasket

Italia 1991, Grecia 1995, Spagna 1997
- Argento Olimpico

1996
- Oro Campionato mondiale

Grecia 1998

### Allenatore

#### Club

##### Competizioni nazionali
- Coppa di Grecia: 1

Panathinaikos: 2015-16
- Coppa di Germania: 1

Bayern Monaco: 2018
- Campionato italiano: 1

Virtus Bologna 2020-21
- Campionato turco: 1

Fenerbahçe: 2021-22

##### Competizioni internazionali
- Basketball Champions League: 1

Virtus Bologna: 2018-19

#### Nazionale
- Mondiali: 
: Spagna 2014
- Argento olimpico

2016